# Видуэцкая, Ирма Павловна
Ирма Павловна Видуэцкая (10 января 1938 — 23 октября 2007) — российский литературовед.

## Биография
Дочь Павла Наумовича Видуэцкого (1910—1996), гвардии полковника, командира 28-й гвардейской пушечной артиллерийской Краснознамённой бригады (1945—1947), затем переводчика военной литературы.
Ученица Н. И. Либана, особо выделявшего её среди своих учеников.
Доктор филологических наук (1994, диссертация «Творчество Н. С. Лескова в контексте русской литературы XIX века»). Работала в Институте мировой литературы с 1967 г. и до конца жизни, с 1994 г. ведущий научный сотрудник.
Специалист по русской прозе второй половины XIX века. Работая в ИМЛИ, подготовила как составитель, текстолог и комментатор ряд томов академических собраний сочинений Л. Н. Толстого, Н. С. Лескова, А. П. Чехова. Особенно последовательно занималась изучением творчества Лескова, приобретя репутацию виднейшего специалиста по этому автору. Автор популярного обзора творчества Лескова (1979, переработанное издание 2000). Опубликовала также монографию «А. П. Чехов и его издатель А. Ф. Маркс» (1977). Ответственный редактор коллективной монографии «„Натуральная школа“ и ее роль в развитии русского реализма» (1998), написала в ней главы о В. И. Дале и А. Ф. Писемском.
«Талантливым историком литературы, виртуозно владевшим редчайшим ныне умением — текстологическим», называет Видуэцкую некролог.
Похоронена на Долгопрудненском кладбище.